# الفرع البطيني للشريان التاجي الأيمن
الفرع البطيني للشريان التاجي الأيمن ‏ هو شريان يتفرعُ من شريان تاجي أيمن.